# 竞赛俱乐部
阿韦利亚内达竞赛俱乐部（西班牙語：Racing Club de Avellaneda），官方名稱作競賽會（Racing Club），是阿根廷布宜诺斯艾利斯省阿韦利亚内达的一个足球俱乐部，成立于1903年。竞赛队现参加阿根廷足球甲级联赛。
竞赛队曾18次夺得阿甲联赛冠军，最近一次是在2018/19赛季。1967年，该队夺得解放者杯冠军。2024年，该队夺得南美球會盃冠军。

## 榮譽
- 國際
  - 南美自由盃：1967
  - 南美球會盃：2024

- 國家
  - 阿根廷甲级足球联赛冠軍：1913, 1914, 1915, 1916, 1917, 1918, 1919, 1921, 1925, 1949, 1950, 1951, 1958, 1961, 1966, 2001 Apertura, 2014, 2018–19